# Andryala crithmifolia
Andryala crithmifolia — вид трав'янистих рослин з родини айстрові (Asteraceae), ендемік Мадейри.

## Поширення
Ендемік архіпелагу Мадейра (о. Мадейра).
Зростає на скелястих схилах на південному узбережжі Мадейри у двох популяціях; схили мають історію великих зсувів.

## Загрози та охорона
Раніше рослина, ймовірно, була поширеною на південному узбережжі, який зараз густо заселений, а також захоплений екзотичними видами. Основними загрозами є збір цієї рослини, урбанізація, дороги, зсуви та конкуренція з екзотичною рослинністю.
Andryala crithmifolia наведено в Додатку II Директиви про оселища й у додатку I до Конвенції про охорону європейської дикої природи та природних середовищ існування (Бернська конвенція). Насіння зібране й зберігається в насіннєвому банку ботанічного саду Мадейри. Рослини вирощуються в Ботанічному саду Мадейри.